# Sian Proctor
Sian Hayley Proctor (Hagåtña, 28 marzo 1970) è un'astronauta statunitense. Il 16 settembre 2021 è partita per la missione spaziale Inspiration4 di tre giorni a bordo della Crew Dragon Resilience con il ruolo di pilota. Fu il primo volo composto da un equipaggio di soli membri civili. Uno degli obiettivi della missione era raccogliere donazioni per il St. Jude Children's Research Hospital.